# Una altra nit de dissabte
Una altra nit de dissabte (títol original: One More Saturday Night) és una pel·lícula de comèdia del 1986 escrita per Al Franken i Tom Davis i dirigida per Dennis Klein. Ha estat doblada al català.

## Argument
La pel·lícula és sobre la vida d'una nit de dissabte en St. Cloud, Minnesota. Russ Cadwell és a punt de tenir sexe amb la seva xicota, Diane Lundahl. Doug, que és un lladre insignificant, decideix esdevenir un atracador. Traci, l'amic de Doug, suggereix que assaltin una casa propera. 

## Repartiment
- Al Franken: Paul Flum
- Tom Davis: Larry Fencs
- Moira Harris: Peggy
- Frank Howard: Eddie
- Bess Meyer: Tobi
- David Reynolds: Russ Cadwell
- Chelcie Ross: Lundahl
- Nan Woods: Diane Lundahl
- Nina Siemaszko: Karen Lundahl
- Jonathan Singer: Kevin Lundahl
- Eric Saiet: Doug
- Meshach Taylor: Bill Neal
- Dianne B. Shaw: Lynn Neal
- Jessica Schwartz: Traci
- Rondi Reed: Senyora Becker
- Ann Coyle: empleat de Nit
- Steve Rosa: Dogman
- John Cameron Mitchell: Drunk Teen

## Rebuda de la crítica
TV Guide diu que la pel·lícula "pateix intentant provar l'exploració d'una varietat de situacions, i finalment no ho aconsegueix en absolut. Les situacions són rutinàries, mancades d'originalitat. L'anar d'un lloc a un altre del director Dennis Klein és fluix i no revela cap art per la comèdia."

## Curiositats
Franken va aparèixer en la temporada final 1985-86 de Saturday Night Live durant Weekend Update i va anunciar que Columbia Pictures havia fet una prova de màrqueting de la pel·lícula a Sacramento, Califòrnia el juny de 1986; també va mostrar un mapa amb les ubicacions de la pel·lícula, i va proporcionar direccions del cinema més proper pels espectadors en l'Àrea de la badia de San Francisco.
El títol de la pel·lícula és agafat de la cançó Grateful Dead del mateix nom. Franken i Davis eren grans aficionats de Grateful Dead.
Una part de la pel·lícula va ser filmada a Glenview, Illinois.
I altres al Chateau Louise Resort a West Dundee, Illinois.